# Francesco Scarpa
Francesco Scarpa (Castellammare di Stabia, 18 giugno 1979) è un calciatore italiano, attaccante del Terzigno.
Ha militato per otto stagioni, di cui quattro consecutive nella Paganese, di cui detiene il record come primatista assoluto di presenze in tutte le competizioni ufficiali.
Con 50 reti realizzate, è il massimo goleador del Savoia.

## Caratteristiche tecniche
Di ruolo seconda punta, in grado di fornire - grazie alla propria versatilità - più soluzioni al proprio allenatore; può agire da mezz'ala, esterno, trequartista o terminale offensivo della manovra d'attacco. È inoltre un ottimo rigorista.

## Carriera
Inizia la carriera nelle giovanili della Nocerina. Fu spesso aggregato in prima squadra, ma non esordì mai.
Passa al Sapri dove esordisce nel campionato di Eccellenza del 2000, dove si mette in evidenza soprattutto per la velocità e la finalizzazione. Notato dai dirigenti della Cavese, nel 2001 passa alla squadra metelliana, in Serie C2, segnando 4 reti in 24 gare. Nel 2002 passa al Gladiator, sempre in Serie C2, ma gioca solo metà campionato a causa di una squalifica di 6 mesi per doping.
Nel 2003 passa al Giugliano, ancora in C2, dove gioca 23 gare segnando 2 reti. Nel 2004 sale di categoria, giocandovi per due anni, il primo nel Fidelis Andria ed il successivo nel Foggia. Con i satanelli gioca solo 10 gare, in quanto subisce una nuova squalifica per doping, stavolta gli vengono comminati due anni poi ridotti ad uno dopo il ricorso dello stesso Scarpa. A fine campionato viene ceduto alla Paganese di nuovo in C2, con cui ottiene la promozione in Serie C1 grazie anche al suo contributo di 10 reti. Nella stagione successiva contribuisce in modo determinante alla salvezza della Paganese, siglando 11 reti, di cui uno nei play-out vinti contro il Lecco.
Nel 2008 è acquistato dalla Salernitana, giocando per la prima volta in Serie B ed ottenendo la salvezza con i campani, realizzando 6 gol in 37 partite.
Nel 2009 passa al Taranto in Prima Divisione, con cui realizza una rete in 26 gare. La stagione successiva trovando poco spazio nell'undici titolare, nel gennaio del 2011 passa in prestito al Portogruaro ancora in cadetteria, giocando 12 partite e siglando una rete.
A fine stagione ritorna alla Paganese in Seconda Divisione, risultando tra i protagonisti della promozione della propria squadra in Prima Divisione, raggiunti grazie alle vittorie contro Vigor Lamezia e Chieti durante gli spareggi play-off.
Nella stagione 2012-13 si conferma perno fondamentale della squadra azzurrostellata, contribuendo in maniera fondamentale alla salvezza raggiunta tranquillamente e a sfatare un tabù durato oltre 50 anni: grazie ad una sua doppietta, la Paganese batte in trasferta per 4-1 i rivali della Nocerina nella partita disputata sul campo neutro di Chieti a porte chiuse per motivi di ordine pubblico. In quell'occasione, Scarpa esultò togliendosi la maglia di gara e mostrando la divisa ufficiale del Savoia, squadra della quale è tifoso, nonché rivale della stessa Nocerina.
L'estate 2013 rappresenta un momento fondamentale per la carriera del calciatore: firma infatti per il Savoia, squadra per cui ha mostrato grande attaccamento, passando dalla Lega Pro alla Serie D.

Dal 2015 al 2017 gioca in Eccellenza con il Sorrento mettendo a segno 15 reti nel suo primo anno con i rossoneri.
Nell'estate 2017 ritorna alla Paganese sempre in Serie C.
Nel 2021 passa dalla Paganese all Angri in eccellenza.
Poco dopo ritorna al Savoia squadra in cui aveva già giocato in precedenza. Il 16 ottobre 2022 gioca la sua partita numero 100 con la maglia biancoscudata.

## Statistiche

### Presenze e reti nei club
Statistiche aggiornate al 18 aprile 2024.
| Stagione        | Squadra             | Campionato      | Campionato | Campionato | Coppe nazionali | Coppe nazionali | Coppe nazionali | Totale | Totale  |
| Stagione        | Squadra             | Comp            | Pres       | Reti       | Comp            | Pres            | Reti            | Pres   | Reti... |
| --------------- | ------------------- | --------------- | ---------- | ---------- | --------------- | --------------- | --------------- | ------ | ------- |
| 2000-2001       | Sapri               | Ecc.            | ?          | ?          |                 |                 |                 | ?      | ?       |
| 2001-2002       | Cavese              | C2              | 21         | 4          |                 |                 |                 | 21     | 4       |
| 2002-2003       | Gladiator           | C2              | 15         | 1          |                 |                 |                 | 15     | 1       |
| 2003-2004       | Giugliano           | C2              | 23+2       | 2+0        |                 |                 |                 | 25     | 2       |
| 2004-2005       | Fidelis Andria      | C1              | 30+2       | 7+1        |                 |                 |                 | 32     | 8       |
| 2005-2006       | Foggia              | C1              | 10         | 2          |                 |                 |                 | 10     | 2       |
| 2006-2007       | Paganese            | C2              | 17+4       | 10+0       |                 |                 |                 | 21     | 10      |
| 2007-2008       | Paganese            | C1              | 30+2       | 10+1       |                 |                 |                 | 32     | 11      |
| 2008-2009       | Salernitana         | B               | 37         | 6          | CI              | 4               | 0               | 41     | 6       |
| 2009-2010       | Taranto             | PD              | 26         | 1          | CI              | 0               | 0               | 26     | 1       |
| 2010-gen. 2011  | Taranto             | PD              | 1          | 0          | CI              | 0               | 0               | 1      | 0       |
| Totale Taranto  | Totale Taranto      | Totale Taranto  | 27         | 1          |                 |                 |                 | 27     | 1       |
| gen.-giu. 2011  | Portogruaro-Summaga | B               | 12         | 1          | CI              | 0               | 0               | 12     | 1       |
| 2011-2012       | Paganese            | SD              | 33+3       | 6+0        |                 |                 |                 | 36     | 6       |
| 2012-2013       | Paganese            | PD              | 25         | 8          | CI              | 1               | 0               | 26     | 8       |
| 2013-2014       | Savoia              | D               | 32+2       | 24         | CI-CID          | 1+3             | 0+0             | 38     | 24      |
| 2014-2015       | Savoia              | LP              | 35         | 10         | CILP            | 1               | 1               | 36     | 11      |
| 2015-2016       | Sorrento            | Ecc             | ?          | 15         |                 |                 |                 | ?      | 15      |
| 2016-2017       | Sorrento            | Ecc             | ?          | 9          |                 |                 |                 | ?      | 9       |
| Totale Sorrento | Totale Sorrento     | Totale Sorrento | ?          | 24         |                 |                 |                 | ?      | 24      |
| 2017-2018       | Paganese            | C               | 30+2       | 10+1       | CI              | 1               | 1               | 33     | 12      |
| 2018-2019       | Paganese            | C               | 27+2       | 4+0        | CI              | 2               | 0               | 31     | 4       |
| 2019-2020       | Paganese            | C               | 22         | 6          | CI              | 2               | 0               | 24     | 6       |
| 2020-2021       | Paganese            | C               | 23+2       | 1+0        |                 |                 |                 | 25     | 1       |
| Totale Paganese | Totale Paganese     | Totale Paganese | 207+15     | 55+2       |                 | 5               | 1               | 227    | 58      |
| 2021            | Angri               | Ecc             | 1          | 0          | CIDil           | 1               | 1               | 2      | 1       |
| 2021-2022       | Savoia              | Ecc             | 12+        | 7          |                 |                 |                 | 12+    | 7       |
| 2022-2023       | Savoia              | Ecc             | 15+        | 5          | CIDil           | 4               | 3               | 19+    | 8       |
| Totale Savoia   | Totale Savoia       | Totale Savoia   | 94+2       | 46         |                 | 7+3             | 4               | 106    | 50      |
| Totale carriera | Totale carriera     | Totale carriera | 475+23     | 146+3      |                 | 16+3            | 5+0             | 515    | 156     |

## Palmarès

### Competizioni nazionali
- Serie C2: 1

Paganese: 2006-2007
- Lega Pro Seconda Divisione: 1

Paganese: 2011-2012
- Serie D: 1

Savoia: 2013-2014